# Symplectoscyphus dentiferus
Symplectoscyphus dentiferus is een hydroïdpoliep uit de familie Sertulariidae. De poliep komt uit het geslacht Symplectoscyphus. Symplectoscyphus dentiferus werd in 1902 voor het eerst wetenschappelijk beschreven door Torrey. 